# Aristida behriana
Aristida behriana es una especie de gramínea perteneciente a la familia de las  poáceas. Es originaria de Australia. 

## Descripción
Es una planta perenne de color verde brillante formando matas cortas, con pelo insertado,  de hasta 40 centímetros de altura. Sus semillas tienen tres largas y radiantes aristas, es un miembro del género Aristida, hierbas conocidas comúnmente como las tres aristas. La especie favorece la baja fertilidad en suelos bien drenados. Se encuentra comúnmente en bosques de mallee y llanuras, donde crece en laderas soleadas. Superficialmente, las cabezas de las flores se asemejan a los de la maleza invasora  (Pennisetum villosum). A. behriana se encuentra en todos los Estados parte continental de Australia.

## Taxonomía
Aristida behriana fue descrita por Ferdinand von Mueller y publicado en Transactions and Proceedings of the Victorian Institute for the Advancement of Science 1: 44. 1855.
Etimología
El nombre del género proviene del latín Arista o del griego Aristos (cerdas, o aristas del maíz). 
behriana: epíteto